# Killybegs
Killybegs is een plaats in het Ierse graafschap Donegal. De plaats telt 1395 inwoners.
Het heeft de grootste vissershaven van het Ierse eiland.

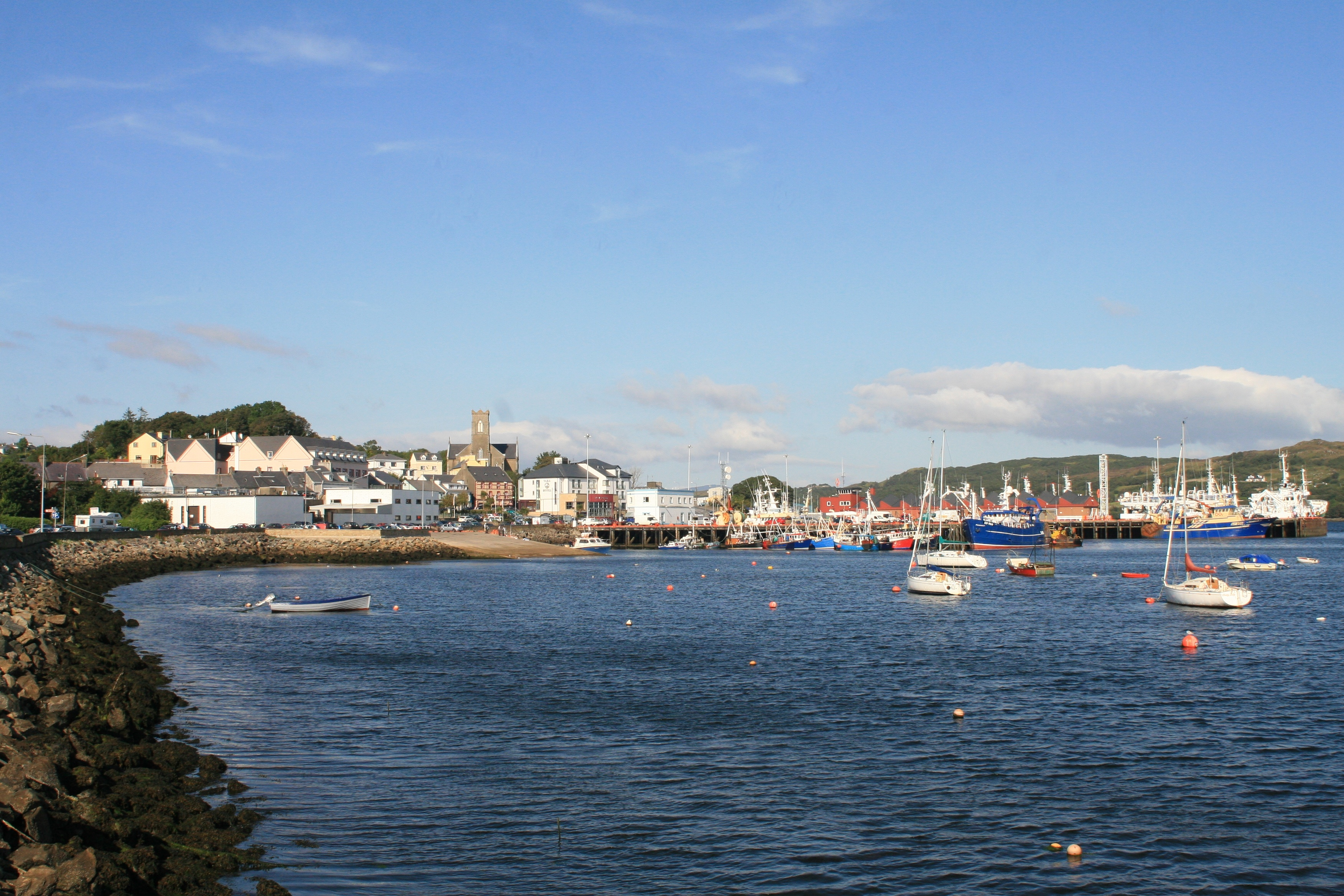
Haven van Killybegs.